# Justicia
- Commons
- Wikispecies

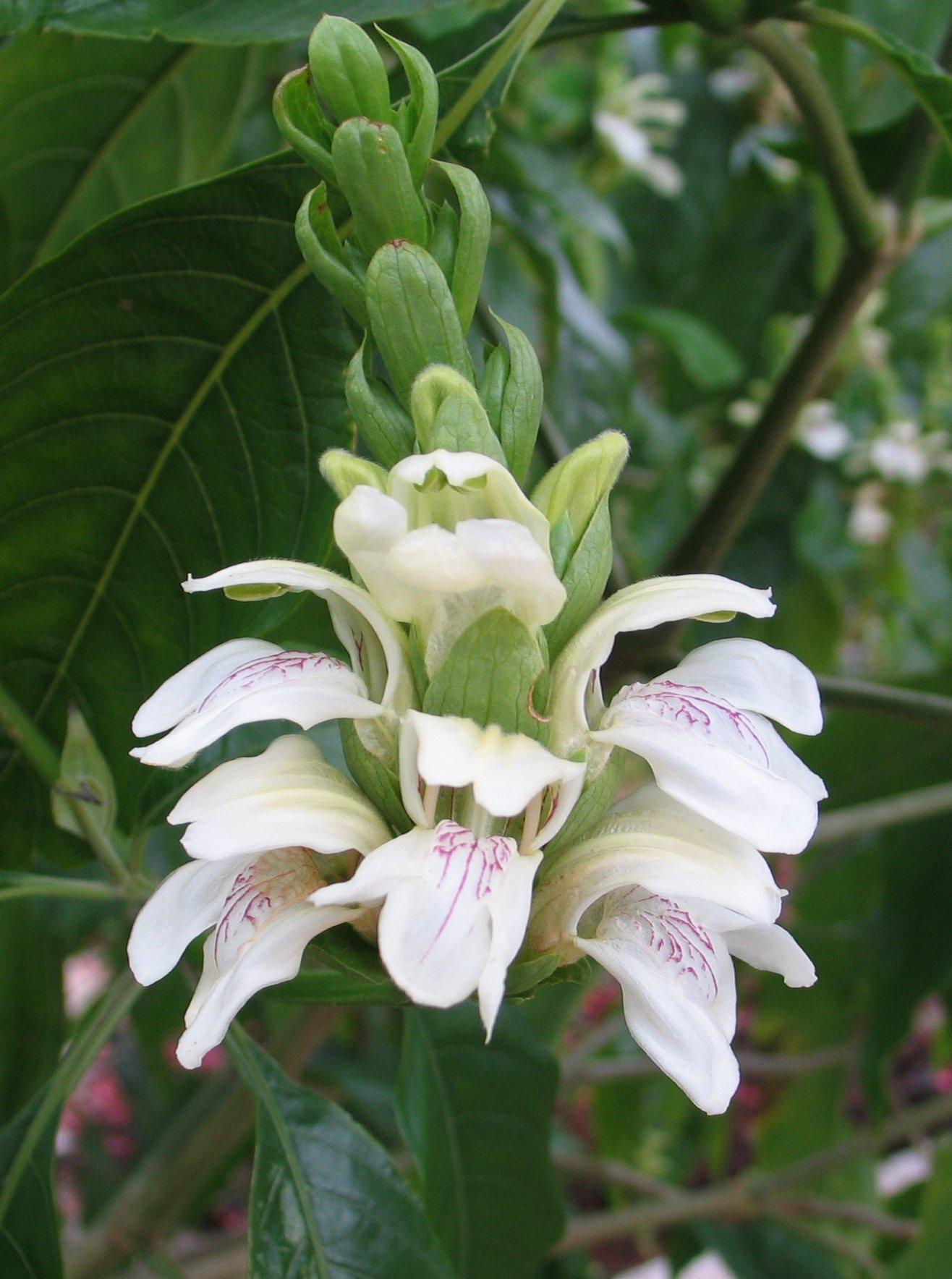
Justicia adhatoda.

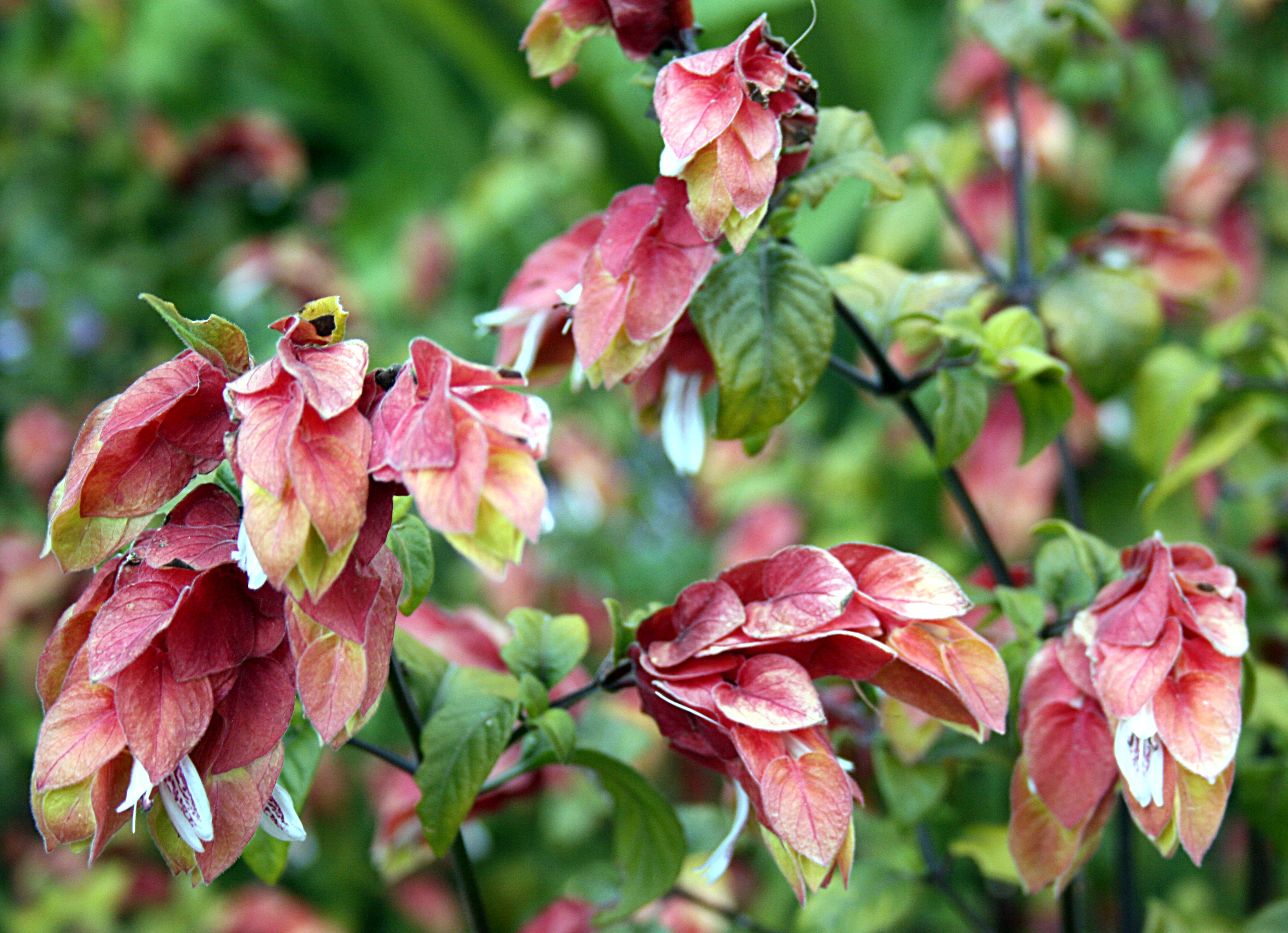
Justicia brandegeeana.

Justicia L., segundo o Sistema APG II, é um gênero botânico da família Acanthaceae de cerca de 420 espécies de plantas perenes, arbustos e subarbustos. O gênero foi uma homenagem ao botânico escocês James Justice (1698-1763), o seu habitat compreende as regiões tropicais e subtropicais, se adaptando ao clima temperados.

## Sinonímia
| - Adhatoda Mill. - Beloperone Nees - Cyrtanthera Nees - Duvernoia E.Mey. ex Nees - Jacobinia Nees ex Moric. - Libonia K.Koch - Porphyrocoma Scheidw. ex Hook. - Sericographis Nees - Acelica Rizzini - Amphiscopia Nees - Anisostachya Nees - Aulojusticia Lindau - Averia Leonard - Bentia Rolfe - Calliaspidia Bremek. - Calophanoides (C.B.Clarke) Ridl. - Calymmostachya Bremek. - Chaetochlamys Lindau - Chaetothylax Nees - Chaetothylopsis Oerst. - Chiloglossa Oerst. - Corymbostachys Lindau - Cyphisia Rizzini - Cyrtantherella Oerst. - Dianthera L. - Dimanisa Raf. - Drejerella Lindau - Dyspemptemorion Bremek. - Emularia Raf. - Ethesia Raf. - Gendarussa Nees - Glosarithys Rizzini - Harnieria Solms - Heinzelia Nees - Hemichoriste Nees | - Heteraspidia Rizzini - Ixtlania M.E.Jones - Kuestera Regel - Kuhitangia Ovcz. - Linocalyx Lindau - Lophothecium Rizzini - Lustrinia Raf. - Mananthes Bremek. - Nicoteba Lindau - Orthotactus Nees - Parajusticia Benoist - Petalanthera Raf. - Plagiacanthus Nees - Plegmatolemma Bremek. - Psacadocalymma Bremek. - Pupilla Rizzini - Rhacodiscus Lindau - Rhaphidospora Nees - Rhiphidosperma G.Don - Rhyticalymma Bremek. - Rodatia Raf. - Rostellaria Nees - Rostellularia Rchb. - Saglorithys Rizzini - Salviacanthus Lindau - Sarojusticia Bremek. - Sarotheca Nees - Sericographis Nees - Simonisia Nees - Solenochasma Fenzl - Stethoma Raf. - Tabascina Baill. - Thalestris Rizzini - Thamnojusticia Mildbr. - Tyloglossa Hochst. |

## Espécies
| - Justicia adhatoda - Justicia adhatodoides - Justicia americana - Justicia androsaemifolia - Justicia angusta - Justicia aurea - Justicia betonica - Justicia borinquensis - Justicia brandegeeana - Justicia brasiliana - Justicia californica - Justicia candicans - Justicia carnea | - Justicia carthagenensis - Justicia comata - Justicia cooleyi - Justicia crassifolia - Justicia culebritae - Justicia cydoniifolia - Justicia fulvicoma - Justicia kotschyi - Justicia leonardii - Justicia martinsoniana - Justicia mirabiloides - Justicia orchioides - Justicia ovata | - Justicia pectoralis - Justicia plumbaginifolia - Justicia procumbens - Justicia quinqueangularis - Justicia rizzinii - Justicia runyonii - Justicia secunda - Justicia sonorae - Justicia sphaerosperma - Justicia spicigera - Justicia tweediana - Justicia warnockii - Justicia wrightii |

- «Lista completa»

## Classificação do gênero
| Sistema | Classificação                       | Referência               |
| ------- | ----------------------------------- | ------------------------ |
| Linné   | Classe Diandria, ordem Monogynia    | Species plantarum (1753) |
| APG II  | Ordem Lamiales, família Acanthaceae | APweb, versão 9, 2008    |